# Адамович, Ольга Александровна
Ольга Александровна Адамович, в девичестве Николаева (род. 30 августа 1984) — российская легкоатлетка, специалистка по барьерному бегу и спринту. Выступала за сборную России по лёгкой атлетике в 2000-х годах, обладательница бронзовой медали юношеского чемпионата мира, победительница Кубка России, призёрка ряда крупных всероссийских и международных стартов, участница Всемирной Универсиады в Бангкоке. Представляла Московскую область.

## Биография
Ольга Николаева родилась 30 августа 1984 года. Занималась лёгкой атлетикой в Московской области под руководством тренеров Вячеслава Макаровича Евстратова и Максима Борисовича Адамовича, представляла всероссийское физкультурно-спортивное общество «Динамо».
Первого серьёзного успеха на международном уровне добилась в сезоне 2001 года, когда вошла в состав российской сборной и выступила на юношеском мировом первенстве в Дебрецене, где в зачёте бега на 400 метров с барьерами выиграла бронзовую медаль.
В 2002 году выиграла чемпионат России среди юниоров в Казани, стала восьмой на юниорском мировом первенстве в Кингстоне.
В 2003 году отметилась выступлением на юниорском европейском первенстве в Тампере.
В 2005 году в барьерном беге на 400 метров стала четвёртой на молодёжном всероссийском первенстве в Туле, стартовала на Мемориале братьев Знаменских в Казани и на взрослом чемпионате России в Туле.
В 2006 году в той же дисциплине выиграла турнир в Москве, получила серебро на чемпионате Европы среди полицейских в Праге, участвовала в чемпионате России в Туле и Мемориале Знаменских в Жуковском, была пятой на молодёжном всероссийском первенстве в Казани и седьмой на Кубке России в Туле.
В 2007 году бежала 400 метров на зимнем чемпионате России в Волгограде, в беге с барьерами на 400 метров показала седьмой результат на Мемориале Знаменских в Жуковском, одержала победу на чемпионате Москвы и на Кубке России в Туле, с личным рекордом 56,04 заняла восьмое место на летнем чемпионате России в Туле. Будучи студенткой, представляла страну на Всемирной Универсиаде в Бангкоке — здесь в финале с результатом 57,24 финишировала седьмой.
В 2008 году с командой Московской области завоевала бронзовую награду в эстафете 4 × 800 метров на зимнем чемпионате России в Москве. В 400-метровом барьерном беге превзошла всех соперниц на чемпионате Москвы, выступила на летнем чемпионате России в Казани.
В 2009 году бежала 400 метров на зимнем чемпионате России в Москве. В беге на 400 метров с барьерами была третьей на Мемориале Владимира Куца в Москве и на Мемориале Джезми Ор в Стамбуле, взяла бронзу на Мемориале Знаменских в Жуковском, пришла к финишу шестой на летнем чемпионате России в Чебоксарах и третьей не международном турнире в Котбусе.
В 2010 году вновь приняла участие в зимнем чемпионате России в Москве, стала серебряной призёркой на чемпионате Московской области и бронзовой призёркой на Кубке России в Ерино, выиграла два международных старта в Финляндии, выступила на летнем чемпионате России в Саранске, заняла третье место на Кубке Риги и четвёртое место на Легкоатлетических играх в Копенгагене. По окончании сезона завершила спортивную карьеру.